# Stanton Heck
Stanton Heck (Wilmington, 8 gennaio 1877 – Los Angeles, 16 dicembre 1929) è stato un attore statunitense che lavorò per il cinema all'epoca del muto apparendo in oltre una cinquantina di film.

## Filmografia

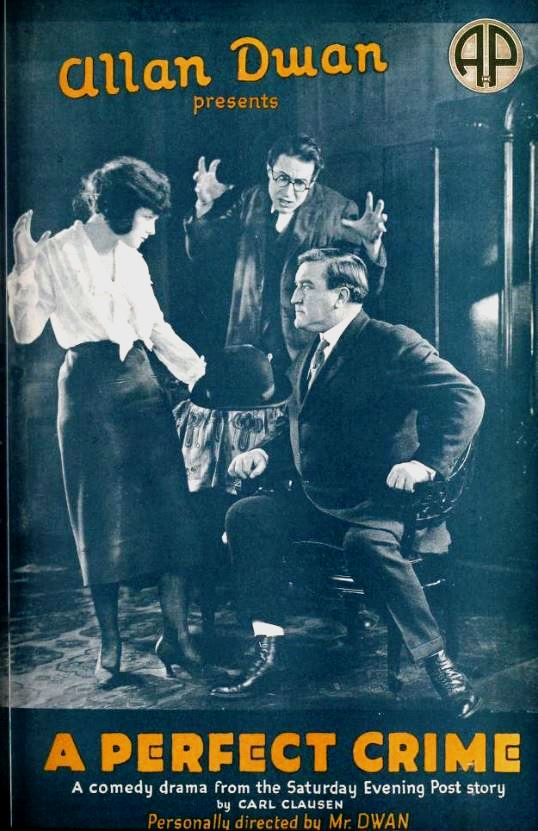
Jacqueline Logan, Monte Blue e Stanton Heck in A Perfect Crime (1921)

- A Heart's Revenge, regia di O.A.C. Lund (1918)
- Broadway Bill
- The Landloper, regia di George Irving (1918)
- Prestami il tuo nome (Lend Me Your Name), regia di Fred J. Balshofer (1918)
- Unexpected Places, regia di E. Mason Hopper (1918)
- Hitting the High Spots
- He's in Again
- Rolling Stone
- Ship Ahoy, regia di Charles Parrott - cortometraggio (1919
- A Man of Honor, regia di Fred J. Balshofer (1919)
- One-Thing-At-a-Time O'Day, regia di John Ince (1919)
- Easy to Make Money, regia di Edwin Carewe (1919)
- The Hawk's Trail, regia di W. S. Van Dyke - serial cinematografico (1919)
- Dangerous Days, regia di Reginald Barker (1920)
- An Adventuress, regia di Fred J. Balshofer (1920)
- Forbidden Trails, regia di Scott R. Dunlap (1920)
- Rose of Nome, regia di Edward J. Le Saint (1920)
- Firebrand Trevison, regia di Thomas N. Heffron (1920)
- Pink Tights, regia di B. Reeves Eason (1920)
- The Money Changers, regia di Jack Conway (1920)
- A Beggar in Purple, regia di Edgar Lewis (1920)
- Il fuorilegge (Outside the Law), regia di Tod Browning (1920)
- A Perfect Crime, regia di Allan Dwan (1921)
- Scrap Iron, regia di Charles Ray (1921)
- The Gray Dawn aa.vv. (1922)
- Ashes, regia di Gilbert M. 'Broncho Billy' Anderson (1922)
- I Can Explain, regia di George D. Baker (1922)
- A Tailor-Made Man, regia di Joseph De Grasse (1922)
- La forza d'una menzogna (The Power of a Lie), regia di George Archainbaud (1922)
- Hearts Aflame, regia di Reginald Barker (1923)
- Man's Size, regia di Howard M. Mitchell (1923)
- Little Church Around the Corner, regia di William A. Seiter (1923)